# اللواء الأول مشاة بحري (اليمن)
اللواء الأول مشاة بحري هو لواء مشاة بحري يمني يتبع القوات البحرية اليمنية يتمركز في جزيرة سقطرى، ويتبع عمليات المنطقة العسكرية الأولى.

## تاريخ

### الحرب الأهلية اليمنية 2015
في أبريل 2015 أعلن قادة اللواء الأول مشاة بحري تأييدهم لشرعية الرئيس عبد ربه منصور هادي.

## القادة
| م | القائد                      | بداية | نهاية    | المدة |
| - | --------------------------- | ----- | -------- | ----- |
| 1 | عميد ركن محسن الحاج الجحافي | ٢٠١٥  | حتى الان |       |
| 2 |                             |       |          |       |